# Pablo Pavon
Pour les articles homonymes, voir Pavon.
Pablo Pavon/Paul-Edouard Pavonne-Sneider est un chef d'orchestre et un chef de chœur franco-argentin. Il est également pédagogue  et conférencier.

## Biographie
Il commence ses études musicales dans sa ville natale, Buenos Aires, et poursuit sa formation en Suisse, à Genève, où il obtient les diplômes de direction d’orchestre et de direction chorale au Conservatoire de musique de Genève (Haute École de Musique de Genève). Il est assistant de direction de Michel Corboz à l'Ensemble Vocal et Instrumental de Lausanne pendant plusieurs années et il se perfectionne en direction d'orchestre auprès de Otto Werner-Müller, professeur au Institut Curtis of Music de Philadelphie et à la Juilliard School de New York. 

En 1995, il crée à Clermont-Ferrand l’Association de Recherche, de Développement d’Études Vocales et Instrumentales, dans laquelle il assure la direction artistique du Chœur Musica Mediante et de l’orchestre professionnel Sinfonia Métropole Orchestre . 

De 2002 à 2009, il dirige l’Ensemble Vocal et Instrumental "La Psalette de Genève". 

Il est également le Directeur Artistique du "Festival Les Meltiques de Montferrand" qu'il a mis en place en 2002. Son esprit éclectique se révèle assez bien dans cette déclaration à La Tribune de Genève : « jeter des ponts entre les époques et les genres est un besoin pour moi ; je préfère évoluer dans les hauts et les bas reliefs de la voix, et me retrouver aussi bien à la tête d'instrumentistes que de choristes ». 
Le répertoire d’orchestre de Pablo Pavon, s’étend du baroque aux pièces contemporaines, en passant par les œuvres symphoniques classiques et romantiques : des Passions et Oratorios de Bach aux Concertos de Mozart, Weber, Bruch, Tchaïkovski, des Symphonies de Mozart, Beethoven, Mendelssohn, Brahms, Schubert et Schumann, aux œuvres de Falla, Rodrigo, Barber, Berio, Lutoslawski...
En 1998, dans le cadre d’un projet soutenu par Pro Helvetia, Paul-Edouard Pavonne-Sneider a dirigé la première exécution du Te Deum de Bernard Reichel au Japon.
Il a dirigé des ensembles aussi divers que Les Passions, Ensemble Baroque (ancien Orchestre Baroque de Montauban), l’Orchestre de Chambre de Lausanne, le Brussels Philharmonic Orchestra, l’Orchestre Sinfonietta de Lausanne, le Tokyo Festival Orchestra, l’Orchestre du Festival Amadeus de Genève ou l’Orchestre Régional de l’Île de La Réunion (2005-2012). Il a également dirigé l’Orchestre de la Suisse romande, l'OSR, à la Salle Métropole et à la Cathédrale de Lausanne, ainsi qu'au Victoria Hall de Genève à plusieurs reprises.         
Il a également dirigé plusieurs opéras : L’Inganno felice, L’Occasione fa il ladro et La Cambiale di matrimonio de Giaocchino Rossini ; Orphée et Eurydice de Christoph Willibald Gluck et il a assumé la mise en scène en plus de la direction de Dido and Æneas de Henry Purcell, La Voix humaine de Francis Poulenc, Le Téléphone de Gian Carlo Menotti, Venus et Adonis de John Blow, La Servante Maîtresse (version française) de Giovanni Battista Pergolesi.
En 2013 il commence une collaboration avec le Centre Lyrique d’Auvergne pour la mise en place et/ou la direction des opéras suivants : Tannhäuser de Richard Wagner, Don Pasquale de Gaetano Donizetti et La serva padrona (version italienne) de Giovanni Battista Pergolesi et Nélée et Myrthis de Jean-Philippe Rameau. Il a créé et dirigé le spectacle Invitation au voyage, autour de Franz Schubert pour la saison 2012-2013 du Théâtre Le Petit Vélo.
En mars et en juillet 2013, il a dirigé un programme Wolfgang Amadeus Mozart avec la 40e symphonie et le Requiem.

## Festival "Les Meltiques de Montferrand"
Il est organisé chaque année autour d'un compositeur et se déroule dans le quartier ancien de Montferrand à Clermont-Ferrand. Il présente une conférence et des concerts qui permettent de mieux comprendre un musicien, son esthétique, de le replacer dans son temps et de le mettre en relation avec certains de ses contemporains parfois oubliés ou méconnus. Le festival se termine par un grand concert de clôture.
- 2019 : Autour de Wolfgang Amadeus Mozart, Café Zimmermann (Mozart et ses maîtres). Ouverture de Zaïde (KV. 318), Symphonie n° 36 «Linz» (KV. 425), Krönungsmesse Messe du Couronnement (KV. 317) en concert de clôture du festival.
- 2018: Autour de Johannes Brahms, Café Zimmermann (Bach et Schumann). Ein deutsches Requiem Un Requiem allemand en concert clôture du festival.
- 2017 : Autour de Henry Purcell, Café Zimmermann (Purcell et ses contemporains). Le Roi Arthur en concert de clôture du festival.
- 2016 : Autour de Joseph Haydn, Café Zimmermann (Haydn et ses contemporains). Die Schôpfung La Création de Joseph Haydn en concert de clôture du Festival.
- 2015 : Autour de Bach et Vivaldi, "Baroque du nord, Baroque du sud", Café Zimmermann (café musical J S Bach et ses contemporains). Suite n° 2,  Messe Luthérienne en La majeur, et le Gloria en concert de clôture du festival.
- 2014 : Autour de Carmen, avec des extraits de l'opéra de Bizet  et España, Danse slave et Fête polonaise du Roi malgré lui, La Sulamite d'Emmanuel Chabrier  en clôture du festival[6].
- 2013 : Autour de Richard Wagner 1813-2013, avec Siegfried Idyll, Wesendonck-Lieder, Introduction et Rondo capriccioso en la mineur de Saint-Saëns et la Symphonie n° 7 de Beethoven en clôture du festival.
- 2012 : Autour de Johann Sebastian Bach, et de ses contemporains, avec l'Oratorio de Noël BWV 248, cantates IV, V et VI en clôture du festival[7].
- 2011 : Autour de Felix Mendelssohn, et de ses contemporains, avec sa Symphonie no 3 Écossaise, l'Hymne op.96 et Die erste Walpurgisnacht (la 1re Nuit de Walpurgis)  en clôture du festival.
- 2010 : Autour de Georg Friedrich Haendel, et de ses contemporains, avec le Messie (Messiah) en clôture du festival
- 2009 : Autour de Ludwig van Beethoven, et de ses contemporains, avec sa Symphonie n°9 en clôture de festival.
- 2008 : Autour de Gioacchino Rossini, et de ses contemporains, avec le Stabat Mater en clôture de festival[8].
- 2007 : Autour de Giuseppe Verdi, et de ses contemporains, avec le Requiem en clôture de festival.
- 2006 : Autour de Wolfgang Amadeus Mozart, et de ses contemporains ; carte blanche au clarinettiste J. Di Donato; avec le Concerto pour clarinette et le Requiem de Mozart en clôture du festival.
- 2005 : Musiques venues d'Espagne, "Visions d'Espagne", musique de la Renaissance jusqu'au XXe siècle.
- 2004 : Musique italienne, "Visions d'Italie", entre le sacré et le profane.
- 2003 : Plusieurs pays sont à l'honneur : Italie, Suisse, Danemark, États-Unis, Hongrie, Roumanie et Allemagne dans des reliefs sonores différents : a cappella, instrumental, oratorio.
- 2002 : Festival de musiques savantes issues du monde entier : musique juive, musique d'Amérique du Sud, musique d'Amérique du Nord, musique européenne[9].

## Conférences
Pablo Pavon a donné aussi des conférences sur des œuvres qu'il a dirigées telles que le  Stabat Mater de G. Rossini (2008), la 9e Symphonie de L. van Beethoven (2009), Le Messie de G.F. Haendel (2010), Die erste Walpurgisnacht de F. Mendelssohn (2011), The Fairy Queen de H. Purcell (2012), l'Oratorio de Nöel de J. S. Bach (2012), "W. A. Mozart : dernière période de sa vie" (2013), "Richard Wagner : génie et démon" (2013), "Chabrier-Bizet, Désirs de femmes" (2014), "Bach et Vivaldi : Le baroque du nord et le baroque du sud" (2015), "La Création de Haydn : big bang ou la main de Dieu" (20160), "Autour de légendes: Bretons et Saxons dans les forêts enchantées" (2017). Le point commun des conférences de Pablo Pavon est de défendre, contre les stéréotypes, l’homme-artiste dans toute son humanité.

## Actualité
En mai 2016, il dirige dans le cadre de la saison du Centre Lyrique Clermont-Auvergne, l'opéra Romeo und Julie de Georg Benda avec le Sinfonia Métropole Orchestre.  
En mai 2015, il dirige dans le cadre de la saison du Centre Lyrique Clermont-Auvergne, Carmina Burana de Carl Orff. 
En avril 2015, il écrit et dirige le spectacle "Beethoven...issimo" mariant théâtre et musique du compositeur autour de l'ouverture Coriolan, le Concerto n° 5 pour piano et orchestre "L'Empereur", et la symphonie n° 3 "L'Héroïque".
En décembre 2014, il dirige l'oratorio La Sulamite pour célébrer le 120e anniversaire de la mort du compositeur français Emmanuel Chabrier. 
En février 2014, il dirige à l'Opéra-Théâtre de Clermont-Ferrand, le spectacle "La Querelle des Bouffons", avec La Serva Padrona de Pergolesi et Nélée et Myrthis de Rameau, dans la saison du Centre Lyrique Clermont-Auvergne.
En décembre 2013, il a consacré un concert au compositeur Richard Wagner, "L'esprit d'amour", avec Siegfried Idyll, les Wesendonck Lieder, ainsi que la 7e symphonie de Beethoven, à la Maison de la Culture de Clermont-Ferrand.
En juin 2013, Pablo Pavon est devenu membre, en séance solennelle, de l'Académie des Sciences, Belles-Lettres et Arts de Clermont-Ferrand.
En avril 2013, il a créé et dirigé le spectacle Invitation au Voyage autour de Franz Schubert pour la saison 2012-2013 du Théâtre Le Petit Vélo.

## Prix
Prix "José Miguel Ruiz Morales", Saint-Jacques de Compostelle, Espagne.

## Documents audios et vidéos
Retrouvez Pablo Pavon en concert sur une Playlist de Youtube présentant quelques extraits audios et vidéos.